# كين أركيل
كين أركيل هو لاعب كرة قدم كندية كندي، ولد في 6 ديسمبر 1930 في كالغاري في كندا.

## وصلات خارجية
- كين أركيل على موقع JustSportsStats.com (الإنجليزية)